# Alleanza rossoverde
Nella politica democratica, una alleanza rossoverde è un'alleanza di partiti socialisti (o socialdemocratici) e decentralisti-ecologisti (o, per scegliere una parola più semplice, "verdi").
Nelle democrazie maggioritarie uninominali, è solitamente un accordo di mantenere mezzi separati di definire la linea politica, ma di impegnarsi ad un processo primario comune che è "daltonico" e quindi dà ai candidati di ciascun partito, impegnati alla teoria politica "rossa" o "verde", una eguale possibilità di essere selezionati dai progressisti.
Nelle democrazie a rappresentazione proporzionale, o a voto per approvazione o preferenza, questo processo primario è sostituito dal processo elettorale ufficiale, ed i candidati eletti provenienti da ambienti "rossi" e "verdi" acconsentono a cooperare nella formazione o critica dei governi.
Poiché la politica verde non è necessariamente "di sinistra" o "laburista", ma condivide obiettivi "decentralisti" o "femministi", oltre alla visione di un "demanio" ricco e condiviso, questi partiti possono normalmente cooperare sulla linea politica non fiscale.
I paesi in cui si sono verificate alleanze rossoverdi includono Germania, Belgio, Italia, Francia e Finlandia, dove sono state formate coalizioni governative tra partiti socialisti o socialdemocratici e verdi.
Vi sono altri esempi simili ad alleanze rossoverdi, cioè il Portogallo, dove i Verdi hanno diretto una lista di candidati congiunta con i Comunisti, e i Paesi Bassi, dove il maggior partito verde, Sinistra Verde, è stato formato dall'unione di quattro partiti più piccoli, compresi partiti verdi e comunisti. Il Partito Popolare Socialista danese ha uno stato di osservatore nella Federazione Europea dei Partiti Verdi.